# Juan del Pino Díaz
Juan del Pino Díaz   (Santa Cruz de Tenerife, 24 de juny de 1914 - Veneçuela, maig 1989) és un exfutbolista canari de la dècada de 1940.

## Trajectòria
Jugava de davanter i el seu primer club va ser el Celta de Vigo. A Catalunya va jugar al Centre d'Esports Sabadell i a la UE Lleida. Va començar la seva carrera el 1940 jugant per al Celta de Vigo. Va jugar per a aquest equip fins a 1943. En aquest any va marxar al CE Sabadell, on es va mantenir jugant fins a 1945. Aquest any fou cedit al RCD Córdoba. El 1950 se'n va anar a la UE Lleida, on es va retirar el 1951.